# Percy Beard
Pour les articles homonymes, voir Beard.
Percy Morris Beard  (né le 26 janvier 1908 à Hardinsburg et mort le 27 mars 1990 à Gainesville) est un athlète américain, spécialiste du 110 mètres haies.

## Carrière
Étudiant à l'Université d'Auburn, Percy Beard se distingue en 1931 à Lincoln en établissant un nouveau record du monde du 120 yards haies en 14 s 2. Il remporte les Championnats de l'Amateur Athletic Union en 1931, 1934 et 1935.
Il participe aux Jeux olympiques de 1932, à Los Angeles, où il décroche la médaille d'argent du 100 m haies, en 14 s 7, à un dixième de seconde de son compatriote George Saling. En 1934, il améliore à deux reprises en moins d'une semaine le record du monde du 110 m haies en signant les temps de 14 s 3 à Stockholm puis 14 s 2 à Oslo.
Après sa carrière d'athlète, Percy Beard devient entraineur de l'équipe d'athlétisme des Florida Gators à l'Université de Floride de 1937 à 1964.
Il est élu au Temple de la renommée de l'athlétisme des États-Unis en 1981.

### Palmarès
| Date | Compétition     | Lieu        | Résultat | Épreuve     |
| ---- | --------------- | ----------- | -------- | ----------- |
| 1932 | Jeux olympiques | Los Angeles | 2e       | 110 m haies |

### Records
| Épreuve     | Performance | Lieu | Date        |
| ----------- | ----------- | ---- | ----------- |
| 110 m haies | 14 s 2      | Oslo | 6 août 1934 |